# Lijst van Spaanse schrijvers
Dit is een lijst van Spaanse schrijvers. De lijst geeft een opsomming van Spaanse schrijvers en dichters, die gerekend worden tot de Spaanse literatuur.

## A
- Rafael Ábalos
- Rafael Alberti
- Pedro Antonio de Alarcón
- Leopoldo Alas (Clarín)
- Ignacio Aldecoa
- Josefina Aldecoa
- Vicente Aleixandre
- Mateo Alemán
- Dámaso Alonso
- Nuria Amat
- Marcos Ana
- Joaquín Arderíus
- Bernardo Atxaga
- Santa Teresa de Ávila
- Azorín (José Augusto Trinidad Martínez Ruiz)

## B
- Arturo Barea
- Pío Baroja
- Carlos Be
- Gustavo Adolfo Bécquer
- Gonzalo de Berceo
- José María Blanco-White
- Vicente Blasco Ibáñez
- Juan Boscán
- Gonzalo Barrachina Sellés

## C
- Pedro Calderón de la Barca
- Cuca Canals
- Rosalía de Castro
- Camilo José Cela
- Miguel de Cervantes
- Dulce Chacón
- Ramón Chao
- Rafael Chirbes
- Manuel Curros Enríquez

## D
- Miguel Delibes
- Bernal Díaz
- Agustín Díaz Pacheco

## E
- José Echegaray y Eizaguirre
- Juan del Encina
- Vicente Espinel
- José de Espronceda
- Lucía Etxebarria

## F
- León Felipe
- Fernando Fernán Gómez
- Pelayo Hipólito Fernández
- Manuel María Fernández Teixeiro
- Espido Freire
- Gloria Fuertes

## G
- Federico García Lorca
- Adolfo García Ortega
- Garcilaso de la Vega
- José María Gironella
- Luis de Góngora
- José Goytisolo
- Juan Goytisolo
- Luis Goytisolo
- Baltasar Gracián
- Fray Antonio de Guevara
- Jorge Guillén

## H
- Miguel Hernández
- José Hierro

## I
- Francisco Ibáñez
- Francisco Javier Illán Vivas
- Tomás de Iriarte
- Boris Izaguirre

## J
- Maria de Jésus de Ágreda
- Juan Ramón Jiménez
- Gaspar Melchor de Jovellanos
- Mariano José de Larra

## L
- Carmen Laforet
- Mariano José de Larra
- Fray Luis de León
- Ramon Llull

## M
- Antonio Machado
- Chantal Maillard
- Jorge Manrique
- Javier Marías
- Julián Marías
- Carmen Martín Gaite
- Ana Martía Matute
- Eduardo Mendoza
- Luis de Milán
- Pío Moa

## O
- José Ortega y Gasset
- José Ortega Torres
- Francisco de Osuna

## P
- Josep Palau i Fabre
- Emilia Pardo Bazán
- Benito Pérez Galdós
- Arturo Pérez-Reverte
- Ramiro Pinilla

## Q
- Francisco de Quevedo

## R
- Antonio Risco
- Vicente Risco
- Fernando de Rojas
- Francisco de Rojas Zorrilla
- Luis Rosales
- Robin de Ruiter
- Juan Ruiz, Archpriest of Hita
- Juan Ruiz de Alarcón
- Carlos Ruiz Zafón

## S
- Pedro Salinas
- Fernando Savater
- Jorge Semprún
- Javier Sierra
- Isabel-Clara Simó i Monllor

## T
- Paco Ignacio Taibo II
- Gabriel Tellez (Tirso de Molina)
- Gonzalo Torrente Ballester

## U
- Miguel de Unamuno

## V
- Juan Valera
- Ramón del Valle-Inclán
- Lope de Vega
- Garcilaso de la Vega
- César Vidal
- Esteban Manuel de Villegas
- Alfonso Vallejo